# Brasil: Nunca Mais
O Projeto Brasil: Nunca Mais desenvolvido por Dom Paulo Evaristo Arns, Rabino Henry Sobel, Pastor presbiteriano Jaime Wright e equipe, foi realizado clandestinamente entre 1979 e 1985 durante o período final da ditadura militar no Brasil, no ano de 1985, e gerou uma importante documentação sobre a história do Brasil.
Sistematizou informações de mais de 1.000.000 de páginas contidas em 707 processos do Superior Tribunal Militar (STM) revelando a extensão da repressão política no Brasil cobrindo um período que vai de 1961 a 1979, atualmente constituí-se no fundo mais pesquisado do Arquivo Edgard Leuenroth na UNICAMP em Campinas.
O relatório completo, resultado do esforço de mais de 30 brasileiros que se dedicaram durante quase seis anos a rever a história do período no país, reescrevendo-a a partir das denúncias feitas em juízo por opositores do regime de 64, bem como o livro publicado pela Editora Vozes, no dia 15 de julho de 1985, tiveram papel fundamental na identificação e denúncia dos torturadores do regime militar e desvelaram as perseguições, os assassinatos, os desaparecimentos e as torturas; atos praticados nas delegacias, unidades militares e locais clandestinos mantidos pelo aparelho repressivo no Brasil.
O livro publicado é um resumo com cerca de 5% de todas as informações obtidas.

## História
O projeto foi apoiado pelo Conselho Mundial de Igrejas, que ajudou com recursos para alugar uma sala, máquina fotocopiadoras e pagar o pessoal para operá-las. Desse modo foi possível fotocopiar mais de um milhão de páginas de 707 processos arquivados no Superior Tribunal Militar, obtidos a partir de pedidos de vistas de advogados que atuavam em favor dos direitos humanos.